# Ovos moles

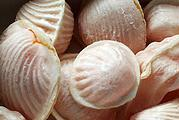
Ovos moles

Ovos moles is een zoete specialiteit uit Aveiro. Het wordt gemaakt van eigeel en suiker.

## Geschiedenis
Ovos moles bestaan al langer dan 500 jaar en zijn vermoedelijk ontstaan in het Convento de Jesus in Aveiro. In de tijd was het gebruikelijk dat mensen kippen doneerden aan het klooster. Nonnen verwarmden het eiwit van de eieren en gebruikten dit om lastige kledingstukken te strijken. Met het kort houdbare eigeel werd niks gedaan en dat bleef dus over. Een non uit het klooster kwam tot de ontdekking dat het eigeel langer houdbaar bleef wanneer men daar suiker aan toevoegde.
In 2008 verkregen de Ovos Moles het Protected Geographical Indication label van de Europese Unie.